# パンの張形
パンの張形（パンのはりかた、英語: bread dildo, 古代ギリシア語：ὀλισβοκόλλιξ〈olisbokollix〉) は、約2000年前の古代ギリシャ・ローマ時代にパンを使って作られたとされる張形（ディルド）すなわち性具の一種。また、冗談で棒状のパンを指すことがある。

## 語源
古代ギリシア語でκόλλιξ (kollix)はパン、ὄλισβος (olisbos)は張形を意味する。5世紀にアレクサンドリアのヘシュキオスが書いた古代ギリシア語語彙目録（レキシコン)にolisbokollixは用例が1つだけの語（孤語）とある。

## 歴史

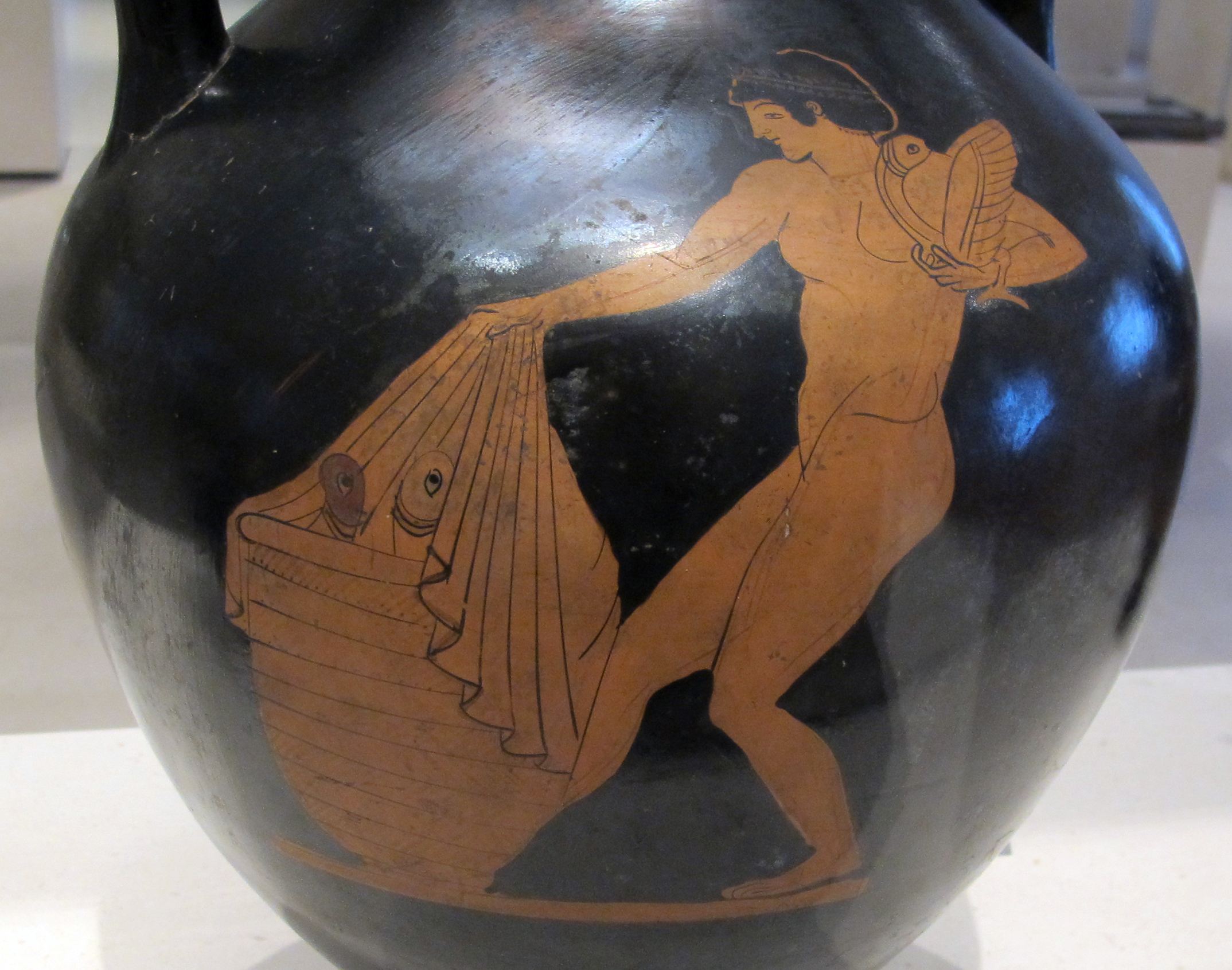
Flying Angel Painter作とされるアンフォラ（古代ギリシアの壺の一種）に描かれている1かごの男根像（ファルス）および大きな男根像を抱えている乙女

Oikonomidesは、下記の3つの異なる赤絵式の絵にパンの張形が描かれていると主張している。
- たくさんの男根像（ファルス）を入れた壺を持っている女性を描いている、ベルリンにある赤絵式の絵の断片[7]。
- 鳥型の男根像 (phallos-bird) を持って、1壺あるいは1かごの男根像の覆いを取っている女性を描いている、パリのプティ・パレ所蔵のFlying Angel Painter作とされる腹部アンフォラ（belly amphora、古代ギリシアの壺であるアンフォラの一種）。右の写真。
- 2つの男根像の形をした物を使っている女性が描かれている、大英博物館所蔵のNikosthenes（古代ギリシアの壺の一種）に描かれた絵[8]。

## タルムード資料
ユダヤ教の聖典であるタルムードの一種バビロニア・タルムードにパンを射精の手段として使うことに言及した応答が掲載されていて、パンの性的刺激にかかる効能が示唆されている。ここでは男性器に生じた穿孔に対処する過程でパンの効能を利用している。タルムードでしばしばRavaとして言及されるAbba ben Joseph bar ḤamaとRav Yosef bar Hiyyaの質疑においてRav Yosefの答えに「温かい大麦パンを患者の肛門上に置く。その熱によって患者が精液を放出する。」という言及がある。